# Star Wars Jedi Knight: Mysteries of the Sith
Star Wars: Jedi Knight: Mysteries of the Sith (detto MotS) è l'expansion pack del videogioco dell'Universo espanso Star Wars: Jedi Knight: Dark Forces II. È stato pubblicato il 31 gennaio 1998. Una delle migliori sorprese per i giocatori è la possibilità di giocare come Mara Jade, uno dei personaggi più popolari dell'universo espanso.
La storia è ambientata nel 10 ABY, cinque anni dopo gli eventi di Jedi Knight. Il seguito è Star Wars Jedi Knight II: Jedi Outcast.

## Trama
La storia consiste in missioni non connesse tra loro, ed è incentrata sulla redenzione di Kyle Katarn. La storia inizia su Altyr V, dove la base della nuova Repubblica sta ricevendo un bombardamento da due asteroidi artificiali e un attacco dall'Imperial Remnant. Kyle Katarn, il personaggio principale controllato dal giocatore, riesce a sventare l'attacco e a rubare uno Shuttle di classe Lambda per arrivare su uno degli asteroidi.
Mentre è là riesce ad arrivare sul pianeta Dromund Kaas, che è una base importante per l'Impero. Kyle giunge al tempio per investigare mentre il giocatore passa a controllare Mara Jade.
La prima missione di Mara è di raggiungere un accordo con Ka'Pa the Hutt riguardo ai rifornimenti della Nuova Repubblica. Mara deve rubare il dispositivo GCT di Takara, ma viene catturata da Takara. In seguito si libera e riesce a rubare il dispositivo.
Dopo ciò, Mara viene trovata su una Corvetta della Repubblica a guardia di uno Holocron Jedi durante un attacco dei pirati di Kaerobani. Mara respinge gli attaccanti, ma perde lo Holocron. Arrivando su Rathalay riesce poi a recuperare l'artefatto.
Arrivando su Dromund Kaas Mara scopre quel che è accaduto a Kyle. Attraversando la palude raggiunge il Tempio della Forza Oscura, trovando Kyle totalmente impazzito a causa del Lato Oscuro della Forza. Maestro e apprendista combattono, con i duelli che si concludono con la vittoria di Mara costringendo Kyle a nascondersi sempre più in profondità nelle catacombe. Alla fine Mara spegne la propria spada laser e si arrende, cercando di far tornare in sé Kyle. Il tentativo riesce, in quanto Kyle capisce di non poter seguire quel percorso oscuro, e ritorna al Lato Chiaro della Forza.
Dopo ciò, Kyle rinuncia alla sua attività come Jedi, tornando ad agire come militare per la Repubblica.

### Attori per le voci dei personaggi
- Heidi Shannon: Mara Jade
- Rino Romano: Kyle Katarn
- Brendan Holmes: Droid Eye/Stormtrooper/Intercom
- Peggy Roberts-Hope: Mon Mothma